# Gewöhnliche Mamba

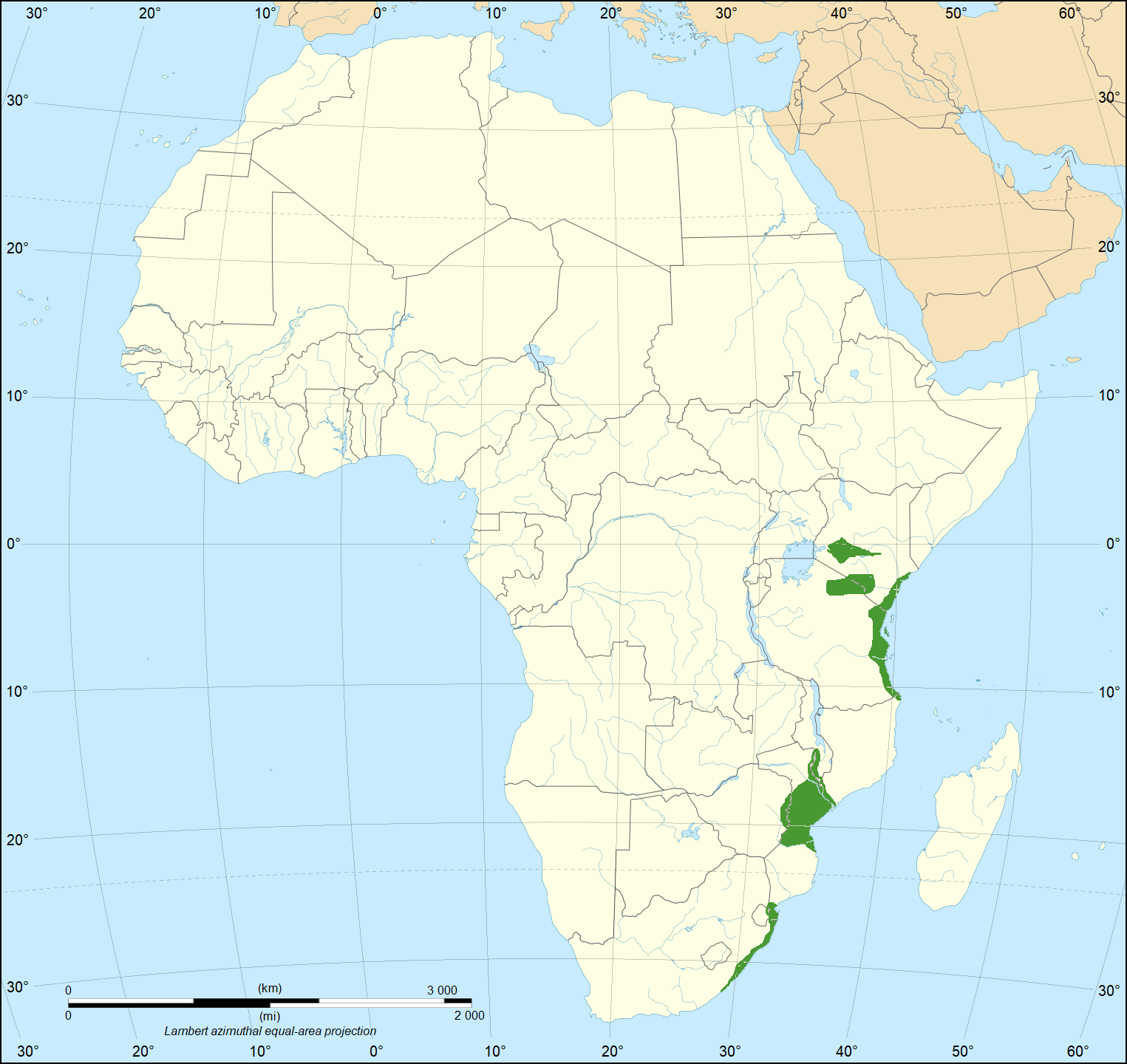
Verbreitungsgebiet der Gewöhnlichen Mamba

Die Gewöhnliche Mamba (Dendroaspis angusticeps), auch Schmalkopf-Mamba oder Blattgrüne Mamba, ist eine Giftschlange aus der Gattung der Mambas, die von Kenia, Uganda, Tansania, Malawi, Mosambik und Simbabwe bis nach Natal vorkommt.

## Merkmale
Die Gewöhnliche Mamba wird im Normalfall 2 m lang, kann aber auch 2,7 m erreichen. Der lange schmale Kopf setzt sich kaum vom Hals ab. Die Augen sind groß und haben runde Pupillen.  Das Innere des Mauls ist weiß bis bläulichweiß (im Gegensatz zur Schwarzen Mamba). Der Körper ist langgestreckt und sehr beweglich. Seine Färbung ist hellgrün. Die Jungtiere sind bei der Geburt jedoch noch blaugrün. Bei jeder Häutung geht ihre Farbe vom Kopf zum Schwanz fortschreitend immer mehr in die Adultfärbung über. 
Die Gewöhnliche Mamba hat sieben bis zehn Oberlippenschilde. Der vierte berührt den unteren Augenrand. Die Schuppen sind länglich und ungekielt und stehen in 17 bis 21 Reihen. Es gibt 201 bis 232 Bauch- und 96 bis 126 Schwanzschilde. Bei den Männchen ist die Anzahl der Bauchschilde meist geringer.

## Lebensweise
Die Gewöhnliche Mamba lebt in immergrünen Dickichten und Galeriewäldern in Flussnähe. Kommt im gleichen Gebiet auch die Schwarze Mamba vor, so lebt diese in offenem Gelände, während die Gewöhnliche Mamba in dichtem Buschwerk bleibt. Sie dringt auch in Häuser ein und verbirgt sich unter Strohdächern. Sie ernährt sich vor allem von Vögeln und deren Eiern, aber auch von Kleinsäugern und Echsen.
Vor der Paarung messen die Männchen in Kommentkämpfen ihre Stärke. Sie enden mit der Flucht des Schwächeren. Die Eier werden von Oktober bis November in Laubhaufen auf den Erdboden oder in mit Humus gefüllten hohlen Bäumen gelegt. Der Schlupf der Jungen erfolgt von Ende Dezember bis zum Februar.

## Systematik
Neben der Gewöhnlichen Mamba gibt es drei weitere Arten in der Gattung Dendroaspis:
- Schwarze Mamba (Dendroaspis polylepis)
- Grüne Mamba (Dendroaspis viridis)
- Jamesons Mamba (Dendroaspis jamesoni)

## Giftwirkung
Das Gift der Gewöhnlichen Mamba ist auch für den Menschen sehr gefährlich, aber nur etwa halb so stark wie das der Schwarzen Mamba. Nach einem Biss ist eine sofortige Behandlung mit einem artspezifischen Schlangenserum angezeigt. Die Toxine der Mamba-Arten enthalten Dendrotoxine, welche die Kaliumkanäle in der Zellmembran blockieren. Daraus resultiert eine Störung der elektrischen Reizausbreitung im Herzen und es besteht die Gefahr einer Herzrhythmusstörung.